# BDK02 (Đường sắt đô thị Hà Nội)
BDK02 là mẫu tàu điện động lực phân tán (EMU) thuộc phân loại B1, được vận hành bởi Hanoi Metro và hiện đang phục vụ trên Tuyến 2A của hệ thống Đường sắt đô thị Hà Nội. Toa tàu bắt đầu khai thác vận chuyển hành khách vào ngày 6 tháng 11 năm 2021, cùng với thời điểm Tuyến 2A chính thức vận hành thương mại. 

## Tổng quan
Năm 2014, Công ty TNHH Thiết bị toa xe tàu điện ngầm Bắc Kinh (BSR), một công ti chuyên thiết kế và sản xuất đầu máy toa xe cho hệ thống tàu điện ngầm Bắc Kinh tại Trung Quốc, đã trúng thầu cho gói thầu cung cấp đầu máy toa xe cho Tuyến 2A tại Hà Nội. Theo đó, phía Việt Nam sẽ mua 13 đoàn tàu 4 toa với tổng giá trị lên tới hơn 63,2 triệu USD đã được Bộ Giao thông vận tải (nay là Bộ Xây dựng) thẩm định.  
Vào ngày 29 tháng 10 năm 2015, Ban Quản lý dự án đường sắt đô thị Hà Nội (MRB) đã cho trưng bày mẫu tàu điện cho Tuyến 2A tại khu Triển lãm Giảng Võ để thăm dò lấy ý kiến và phản hồi từ người dân nhằm hoàn chỉnh thiết kế để tiến tới công đoạn sản xuất mẫu đoàn tàu chính thức.  
Tàu chạy bằng điện (EMU) được tiếp điện áp thấp 750V DC thông qua đường ray thứ ba chạy dọc ray chính để đảm bảo tính an toàn, tính ổn định và mỹ quan đô thị. Tàu có cabin điều khiển (buồng lái) ở hai chiều và có thể đổi chiều ở cả hai phía. Đoàn tàu có tổng chiều dài 79,08 m, mỗi toa có chiều dài trung bình 19 m, chiều cao toa tàu tính từ mặt ray đến đỉnh tàu 3,8 m, độ rộng lớn nhất toa tàu 2,8 m. Mỗi toa có 8 cửa, 4 cửa ra vào mỗi bên thân toa, mỗi cửa rộng 1,32 m. Lối thông giữa các toa có chiều rộng khoảng 1,3 m. Sức chứa tối đa là 960–1 362 hành khách, tương đương với mật độ 6–8 hành khách/m².  
Tốc độ tối đa của tàu đạt 80 km/h, tốc độ khai thác trung bình là 35 km/h. Tàu có hệ thống điều khiển tự động để tự động dừng tàu lại trong trường hợp tốc độ quá cao, từ đó duy trì sự an toàn cho hành khách. Hệ thống thông tin tín hiệu sử dụng công nghệ hiện đại nhất trên thế giới, có khả năng đáp ứng linh hoạt các yêu cầu về tổ chức vận hành tàu, đảm bảo an toàn và độ chính xác cao. Tàu sử dụng công nghệ điều khiển tàu dựa trên hệ thống truyền thông (Communications-based train control – CBTC) đạt điều kiện về mức an toàn quốc tế cao nhất (SIL4) bởi TCT giúp rút ngắn thời gian giãn cách (headway time) giữa các tàu. Công nghệ này đang được áp dụng cho các hệ thống metro hiện đại của châu Âu và thế giới. Tàu chạy trên đường ray có khổ tiêu chuẩn 1,435 mm, sử dụng công nghệ hàn liền để đảm bảo tốc độ chạy tàu cao, chống ồn, chống rung, được lắp đặt các thiết bị chống trật bánh tàu. 
Tổng cộng 13 đoàn tàu 4 toa đã được chế tạo cho Tuyến 2A. Các tàu được vận chuyển về Việt Nam trong gian đoạn 2017–2018 nhằm phục vụ công tác thử nghiệm cần thiết trước khi đưa vào vận hành thương mại. Hiện tất cả các tàu đang phục vụ trên tuyến này và được bảo trì hằng ngày tại depot Phú Lương.  

## Thiết kế

### Ngoại thất
BDK02 được thiết kế và chế tạo theo yêu cầu của phía Việt Nam dựa trên đoàn tàu tiêu chuẩn B1 của Trung Quốc. Đây cũng là mẫu tàu đầu tiên mà BSR xuất khẩu ra thị trường nước ngoài. Kết cấu thân tàu được làm bằng thép không gỉ được nhập khẩu từ Đức, Nhật Bản. Các bảng LED được lắp đặt hai bên thân tàu ở mỗi toa hiển thị vị trí ga đã đến cho hành khách. Vỏ tàu được thiết kế phù hợp với điều kiện khí tượng và môi trường tại Hà Nội và có tuổi đời lên tới 30 năm. Hai bên thân tàu được trang trí bằng màu xanh lá cây – màu của Tuyến 2A kèm một dải đen ở chính giữa băng qua các ô cửa sổ, đầu tàu được trang trí bằng biểu tượng Khuê Văn Các và dòng chữ trắng ghi rõ tên tuyến Cát Linh – Hà Đông. Ngoài ra, khu vực đầu tàu còn có cửa thoát hiểm cho hành khách và tài xế, các đèn pha chiếu sáng giúp tàu hoạt động vào ban đêm cùng bảng LED hiển thị ga sắp tới ở trên cùng.  

Toa số 04 của đoàn tàu mẫu 01 đang được hoàn thiện trong nhà máy của BSR.

### Nội thất
Bên trong đoàn tàu có bố trí 4 khu vực cho xe lăn, chỗ ưu tiên được sơn vàng tương tự như tàu điện ngầm Bắc Kinh. Các băng ghế được làm bằng vật liệu tổng hợp làm tăng sự thoải mái và mát mẻ cho hành khách. Tay nắm đứng có 2 loại cao/thấp được thiết kế phù hợp cho chiều cao của từng hành khách và được lắp đặt đan xen lẫn nhau dọc theo thân tàu. Ở giữa tàu có những cột sắt chịu lực cho hành khách bám vào giờ cao điểm. Loa phát thanh và bảng hiệu đèn thông báo vị trí ga được lắp đặt trên mỗi cửa tiện lợi cho hành khách theo dõi. Điều hòa không khí và đèn trong tàu được điều chỉnh tự động.  

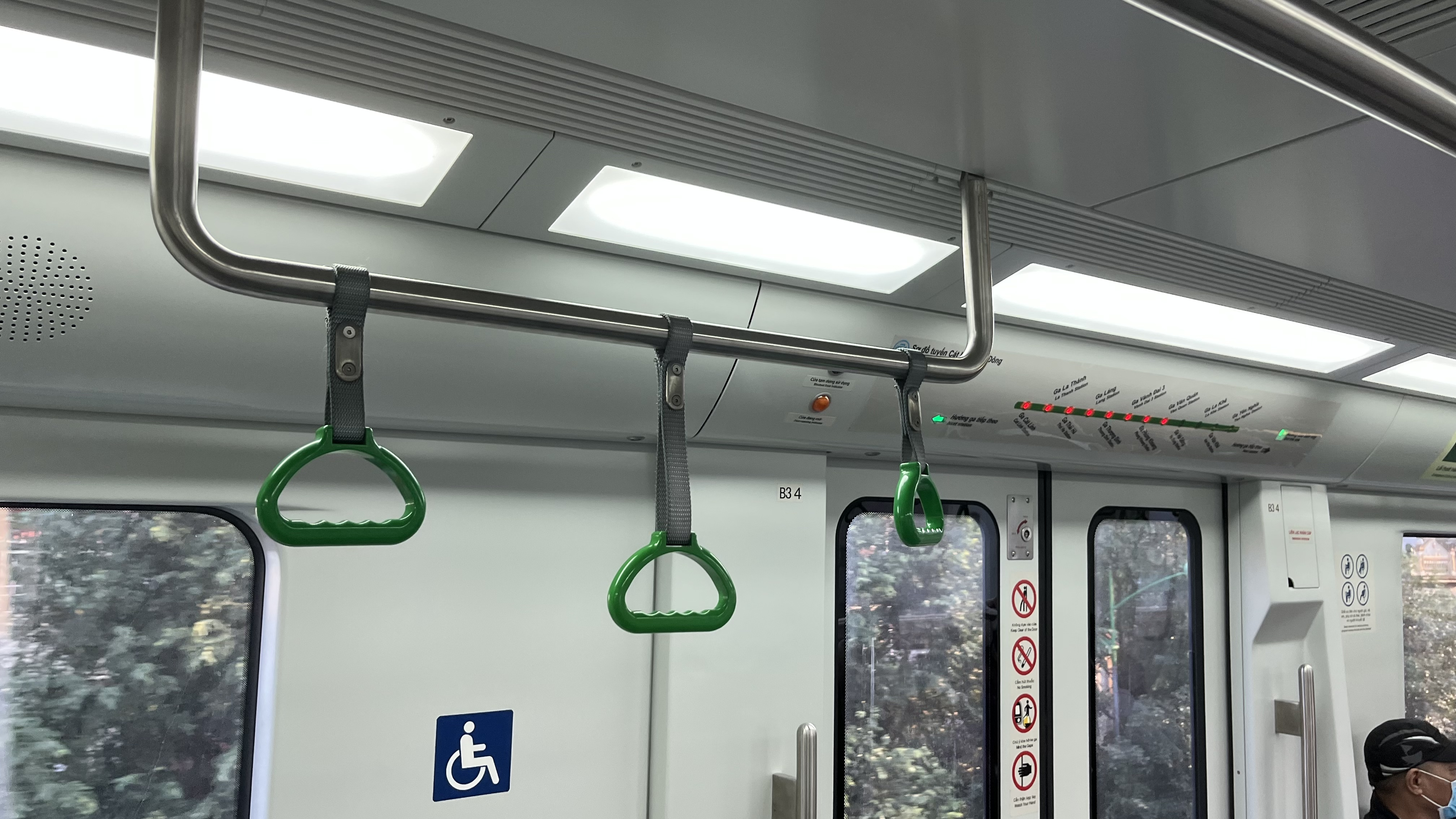
Tay nắm trên tàu.

## Cấu hình
Mỗi đoàn tàu gồm 4 toa, được sắp xếp cố định theo cấu hình Tc-M-M-Tc. Toa 1 và 4 có buồng lái, trong khi toa 2 và 3 được sắp xếp khu vực cho xe lăn. 
|                   | ← Yên NghĩaCát Linh →   |                         |                         |                         |
| Toa               | 1                       | 2                       | 3                       | 4                       |
| Loại              | Tc                      | M                       | M                       | Tc                      |
| Vị trí cho xe lăn | –                       | ♿︎                      | ♿︎                      | –                       |
| Khối lượng        | 35 t                    | 32 t                    | 32 t                    | 35 t                    |
| Phân loại UIC     | 2′2′+Bo′Bo′+Bo′Bo′+2′2′ | 2′2′+Bo′Bo′+Bo′Bo′+2′2′ | 2′2′+Bo′Bo′+Bo′Bo′+2′2′ | 2′2′+Bo′Bo′+Bo′Bo′+2′2′ |

- Mc (Motorized car with driving cabin): Toa xe động lực có buồng lái (không sử dụng)
- M (Motorized car): Toa xe động lực không có buồng lái
- Tc (Trailer car with driving cabin): Toa xe kéo theo có buồng lái
- T (Trailer car): Toa xe kéo không có buồng lái (không sử dụng)